# (2266) Tchaikovsky
(2266) Tchaikovsky (1974 VK) – planetoida z pasa głównego asteroid okrążająca Słońce w ciągu 6,26 lat w średniej odległości 3,39 au Odkryta 12 listopada 1974 roku.